# Пам'ятник Іскрі та Кочубею

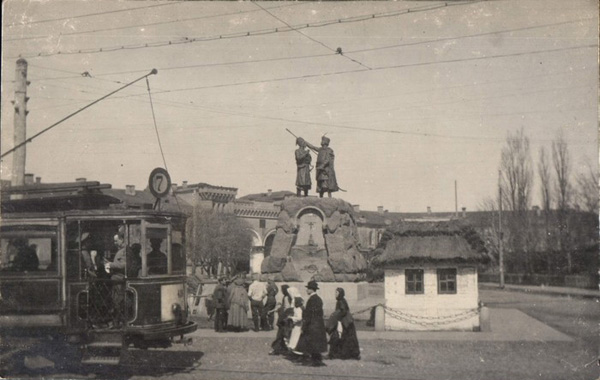
Микільська площа з пам'ятником Іскрі та Кочубею

Па́м'ятник І́скрі та Кочубе́ю у Києві — пам'ятник полтавському полковнику Івану Іскрі та генеральному судді Василю Кочубею — провідникам опозиції до гетьмана Івана Мазепи — встановлений царською владою у Києві у 1914 році з нагоди 200-річчя Полтавської битви. Знаходився на сучасній Арсенальній площі. Демонтований українською владою у 1918 році. Від оригінального пам'ятника лишився постамент, що у 1923 році був використаний більшовиками для спорудження пам'ятника арсенальцям.

## Історія
Навесні 1708 генеральний суддя Василь Кочубей та полтавський полковник Іван Іскра — провідники антигетьманської козацької опозиції — написали та особисто відвезли російському царю Петру І донос на гетьмана Івана Мазепу, де попереджали царя про таємні переговори Мазепи із шведським і польським королями та наміри гетьмана зробити Україну незалежною. "Изветчику - первый кнут". За тогочасними законами донощиків піддали тортурам. Василь Кочубей зізнався у наклепі на гетьмана. 
Знову ж таки, за тогочасним правом Петро І наказав скарати донощиків. Гетьмани тоді не мали права карати генеральну старшину, до якої належали і генеральний суддя та полковник. Для виконання покарання їх видали Мазепі.
15 липня 1708 року Іскру та Кочубея стратили. Їм відрубали голови в похідному козацькому таборі, в полі біля села Борщагівка (сучасне село Погребищенського району Вінницької області.
Після знищення Батурина і Полтавської битви, коли гетьман Мазепа перейшов на бік Карла ХІІ, Петро І повною мірою усвідомив свою помилку. З того часу у Російській імперії почалася «героїзація» Іскри та Кочубея, вони стали частиною російської ідеології, «мучениками». Їм було влаштоване пишне перепоховання на території Києво-Печерської лаври, а їхні роди — наділені значними титулами та привілеями. Нащадки Кочубея були нобілітовані. Їхній дворянський герб був удостоєний девізом "Загинувши, возвеличуюсь".

## Встановлення пам'ятника
У 1909 Російська імперія широко відзначала 200-річчя Полтавської битви, а роком раніше (у 1908) виповнилося 200 років з дня страти козацьких старшин. Російська держава вирішила ґрунтовно вшанувати подвиг «борців за російську ідею»: була впорядкована могила Іскри та Кочубея в Києво-Печерській лаврі, іменем Кочубея в Києві було названо вулицю та провулок. З цієї ж нагоди російською владою було відкрито підписку на спорудження у Києві пам'ятника «невинно убиенным жертвам клеветы» — генеральному судді Василю Кочубею та полковнику Івану Іскрі.
Ініціатором конкурсу виступило Військово-історичне товариство, а також російські націоналістичні організації Києва. Комісію з будівництва пам'ятника очолив архімандрит Адріан — монах Михайлівського Золотоверхого монастиря, активний діяч російського руху та автор кількох брошур про «подвиг» козацьких старшин.
Безпосереднє спорудження пам'ятника довірили військовому інженеру штабс-капітану П. О. Самсонову. Він не був вправним скульптором, тому фігури, відлиті зі стріляних снарядних гільз і встановлені біля Микільських воріт у 1914, вийшли в нього, за загальним визнанням, дещо «оперетковими». Втім, такою і була сама ідея пам'ятника, спорудженого з відверто проросійськими цілями.  За загальною оцінкою того часу, пам'ятник не мав жодної художньої цінності. Відома міська газета «Кіевлянінъ» у власній статті навіть порівняла його із «двома п'яничками на відпочинку». 

## Демонтаж
Навесні 1918 року, за наказом міністра внутрішніх справ Української Народної Республіки Михайла Ткаченка, пам'ятник Іскрі та Кочубею було демонтовано. Після цього на постаменті встановили гіпсовий пам'ятник гетьману Івану Мазепі, котрий зрештою був знищений чи то білогвардійцями Денікіна, чи то польськими військами.
У 1923 більшовики використали порожній постамент для спорудження на цьому місці пам'ятника арсенальцям. На п'єдестал було встановлено гармату, а дошку, прикріплену до постаменту, перевернули і зробили на ній новий напис.

## Подальша доля
Під час декомунізації дошку на п'єдесталі замінили з таким написом: 22 січня (4 лютого) 1918 року українськими військовиками під керівництвом Симона Петлюри та Євгена Коновальця був придушений підступний московсько-більшовицький заколот на заводі «Арсенал» проти Української державності. / ГЕРОЯМ СЛАВА! / «Справа здобуття Української державності — це справа нації української, а не якогось класу чи партії»

## Галерея

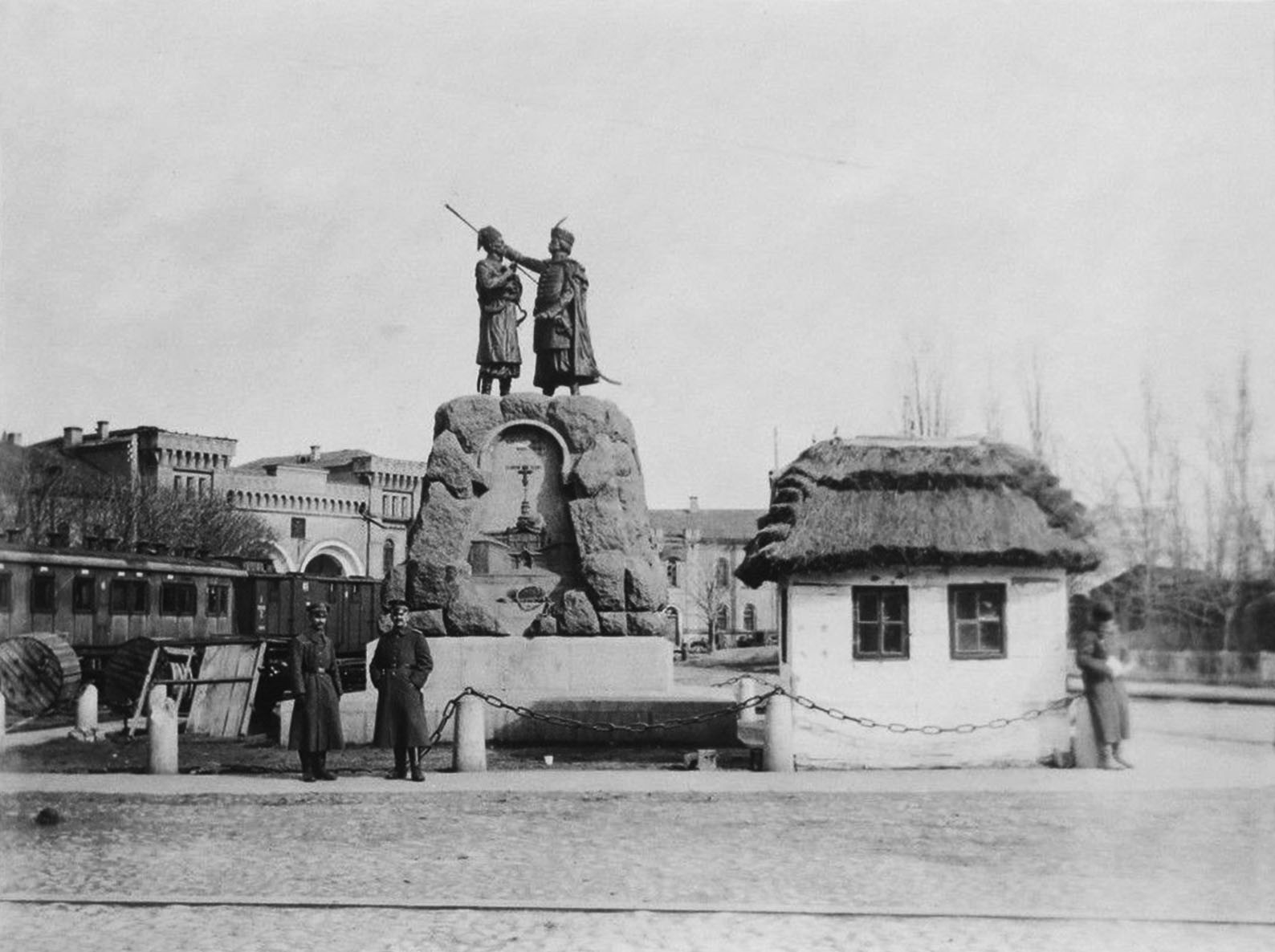
Пам'ятник Іскрі та Кочубею, 30 березня 1918
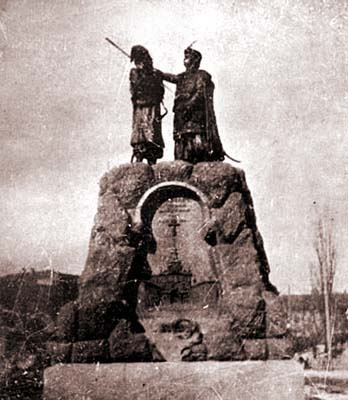
Пам'ятник Іскрі та Кочубею у Києві
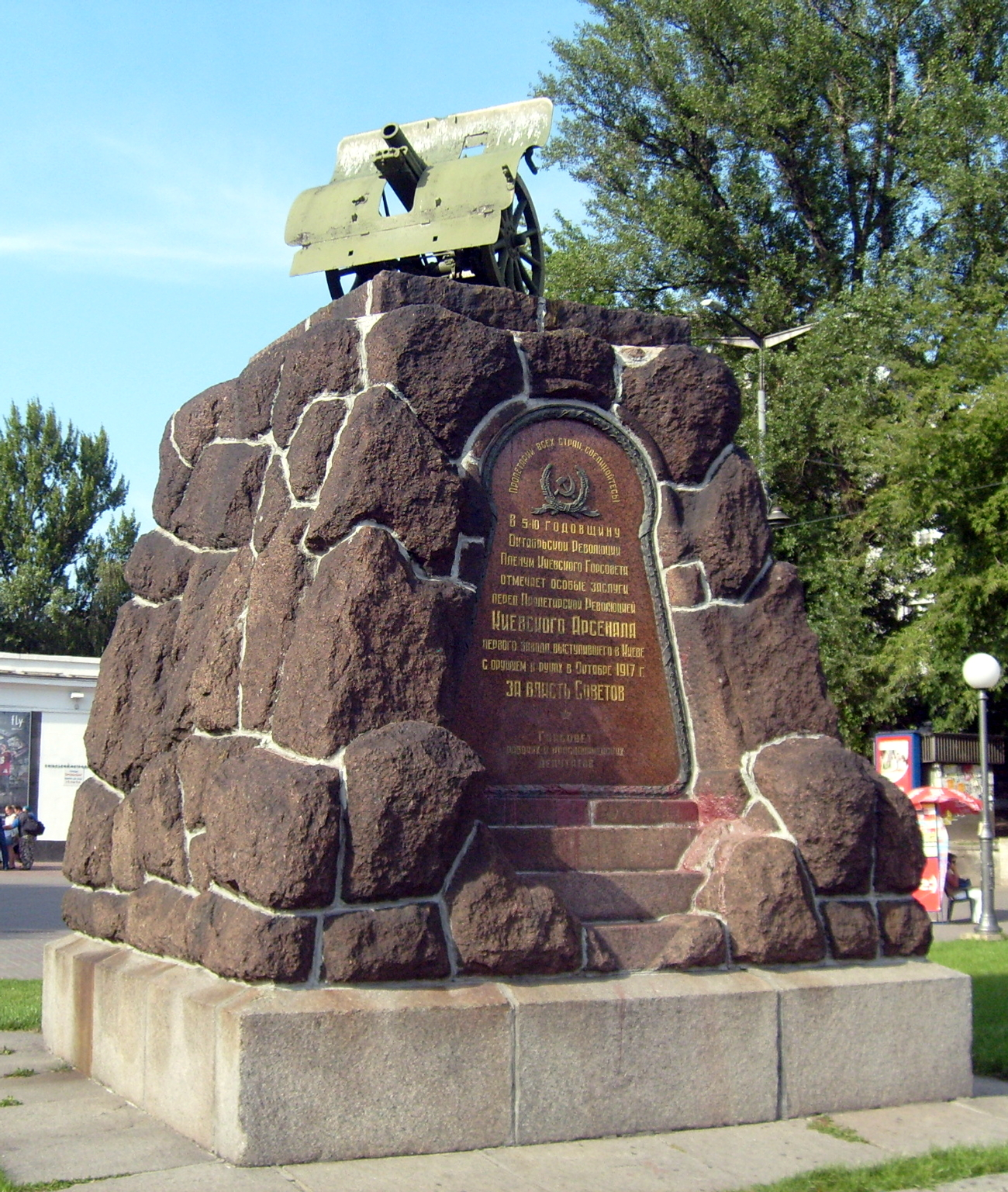
Пам'ятник героям Січневого повстання 1918 — перероблений пам'ятник Кочубею та Іскрі
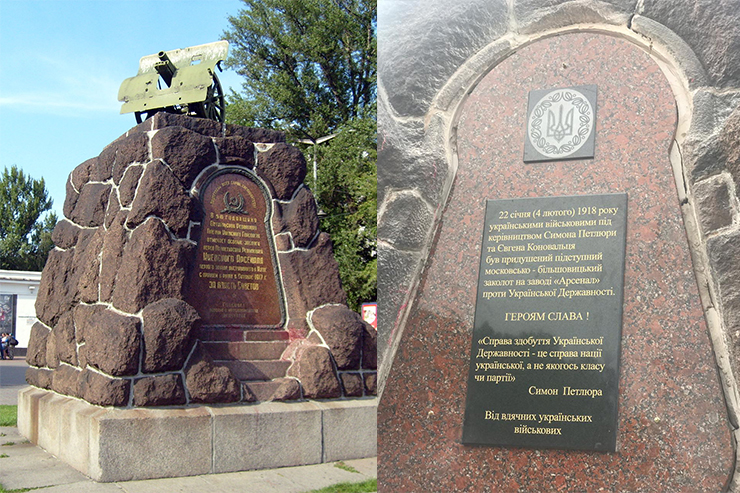
Дошка декомунізованому пам'ятнику